# Syllegomydas gestroi
Syllegomydas gestroi är en tvåvingeart som beskrevs av Seguy 1932. Syllegomydas gestroi ingår i släktet Syllegomydas och familjen Mydidae.
Artens utbredningsområde är Libya. Inga underarter finns listade i Catalogue of Life.